# Le Subéreux
Le Subéreux oder auch Seibel 6905 ist eine Anfang des 20. Jahrhunderts durch den französischen Züchter Albert Seibel gezüchtete Rotweinsorte. Sie ist eine Kreuzung zwischen Seibel 4596 und Seibel 4151 und gehört zur großen Familie der Seibel-Reben. Es handelt sich dabei um eine überaus komplexe Züchtung, in der Gene der Wildreben Vitis rupestris, Vitis aestivalis, Vitis cinerea und Vitis vinifera vorhanden sind. Im Jahr 1960 betrug die bestockte Rebfläche in Frankreich 1.645 Hektar.
Le Subéreux treibt spät aus, mit guter Pilzresistenz gegen den Mehltau wie auch gegen Grauschimmelfäule. Anfällig ist sie dagegen gegen Anthraknose. Je nach Ausbau entsteht ein tiefroter einfacher Wein, der zu den besten Rotweinen aus Hybriden gezählt wird. Der Wein wird meist im Verschnitt mit anderen Rebsorten verwendet.
Da sie eine Hybridrebe ist, wurde der Anbau in der EU in den 1950er Jahren verboten und darf nur im Versuchsanbau angebaut werden. J.F. Ravat nutzte die Sorte zur Züchtung der Rebsorte Vignoles und im Zuchtbetrieb Seyve-Villard diente Le Subéreux als Züchtungspartner der Sorten Villard Blanc und Villard Noir.